# Natascha Gangl

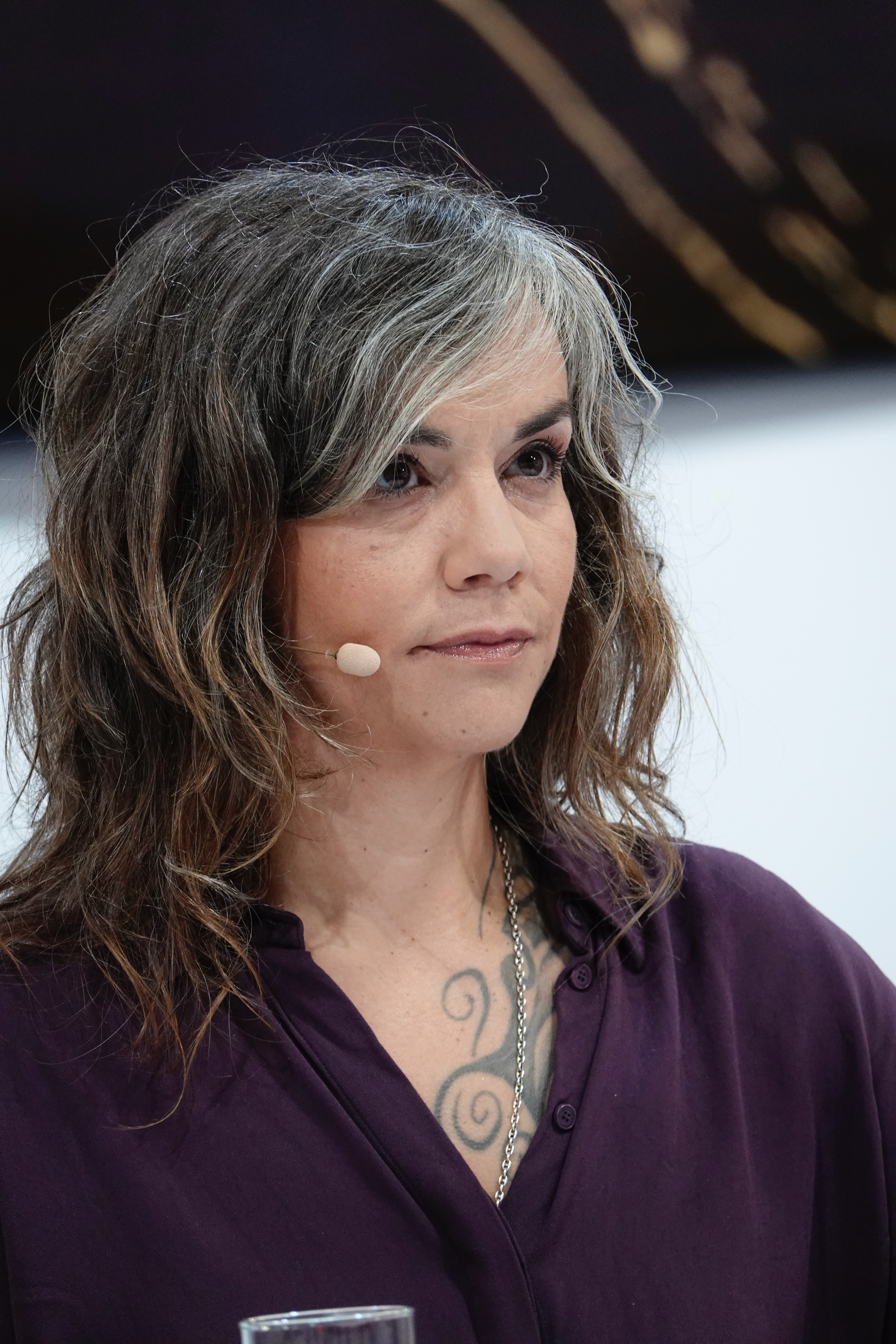
Natascha Gangl (2025)

Natascha Gangl (* 31. Mai 1986 in Bad Radkersburg) ist eine österreichische Schriftstellerin. Ihr wurden 2025 der Ingeborg-Bachmann-Preis und der BKS Bank-Publikumspreis verliehen.

## Leben
Natascha Gangl studierte Philosophie an der Universität Wien und szenisches Schreiben beim Drama Forum des Vereines uniT in Graz. Nach längeren Aufenthalten in Mexiko und Spanien kehrte sie nach Wien zurück, wo sie als freischaffende Autorin lebt und arbeitet.
Sie schrieb unter anderem Theatertexte, Prosa, Essays und Hörstücke. Am Staatstheater Mainz war sie Hausautorin in der Spielzeit 2013/14. Mit der Elektroakustik-Band Rdeča Raketa (Maja Osojnik und Matija Schellander) entwickelte Gangl den Klangcomic, ein Genre des Hörstücks. Daraus entstanden u. a. Wendy Pferd Tod Mexiko, Die Revanche der Schlangenfrau, Einsame Ameisen Amnesie und The Cosmic Strips. Für Die Revanche der Schlangenfrau wurde sie 2020 mit Rdeča Raketa beim ORF-Hörspielpreis für das beste Originalwerk ausgezeichnet.
Auf Einladung von Brigitte Schwens-Harrant las sie beim Wettbewerb um den Ingeborg-Bachmann-Preis 2025 ihren Text Da Sta rund um Kriegsverbrechen in der Südoststeiermark; ihr wurden der Ingeborg-Bachmann-Preis und der BKS Bank-Publikumspreis verliehen.

## Werke (Auswahl)

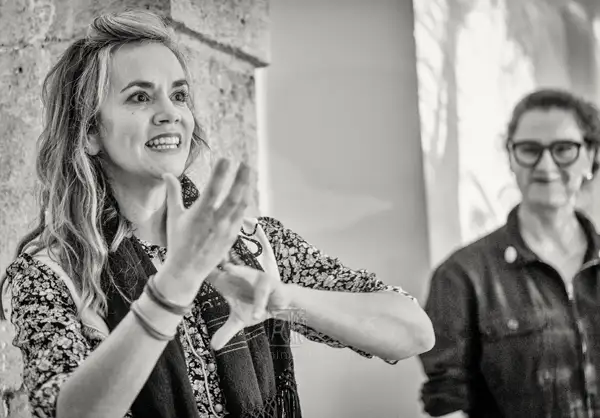
Natascha Gangl und Maja Osojnik bei Jazz & The City 2022

- 2015: Wendy fährt nach Mexiko, Ritter-Verlag, Klagenfurt/Graz 2015, ISBN 978-3-85415-531-7.
- 2016: Wendy Pferd Tod Mexiko. Ein Klangcomic. mit Rdeča Raketa, Hörstück, MAMKA Records
- 2019: Die Revanche der Schlangenfrau. Ein Klangcomic frei nach Unica Zürn. mit Rdeča Raketa. Hörstück, LP Mamka Records/ORF
- 2020: Das Spiel von der Einverleibung. Frei nach Unica Zürn mit Bildern von Toño Camuñas, Starfruit Publications, Fürth 2020, ISBN 978-3-922895-37-4.
- 2021: Pick mich auf. Ein Low-Tech-Spektakel, Spitzwegerich, Theater am Werk, Wien
- 2021: Einsame Ameisen Amnesie. Ein Klangcomic frei nach Anestis Logothetis mit Rdeča Raketa. Hörstück, Wien Modern/ORF
- 2022: La manzana mexicana oder Burros in Mexiko. Ein Radioessay, mit A. Castelló, SWR/ORF
- 2023: Öffnungen. Eine Mexiko-Archäologie, SWR
- 2024: Zwei Millionen Zeichen. Begegnungen mit dem Schriftsteller Peter Waterhouse, SWR
- 2024: staub … a little mindblow*, Spitzwegerich, Theater am Werk, Wien
- 2024: The Cosmic Strips. Klangcomics frei nach Matta mit Rdeča Raketa. Kunstforum Wien

## Auszeichnungen und Stipendien (Auswahl)
- 2011: Literaturförderungspreis der Stadt Graz[3]
- 2018: Hauptpreis des Berliner Hörspielfestivals für den Klangcomic Wendy Pferd Tod Mexiko zusammen mit Rdeča Raketa
- 2019: Heimrad-Bäcker-Förderpreis
- 2020: ORF-Hörspielpreis für das beste Originalhörspiel mit Rdeča Raketa für Die Revanche der Schlangenfrau[5]
- 2024/25: Projektstipendium des BMKÖS
- 2025: Ingeborg-Bachmann-Preis und BKS Bank-Publikumspreis[8]
- 2025/26: Kunstraum-Steiermark-Stipendium[3]